# Catherine Pakenham
Catherine Sarah Dorothea Pakenham, duchessa di Wellington (Dublino, 14 gennaio 1773 – Londra, 24 aprile 1831), è stata una nobildonna irlandese.

## Biografia
Era la figlia di Edward Pakenham, II barone di Longford, e di sua moglie, Catherine Rowley. In famiglia era conosciuta come Kitty.
Incontrò per la prima volta Arthur Wellesley in Irlanda e si innamorarono perdutamente. All'inizio i suoi genitori disapprovavano la loro unione in quanto Wellesley era il terzo figlio di una famiglia numerosa e sembrava avere poche prospettive. Dopo il rifiuto da parte Pakenham, Wellesley intraprese con successo una carriera militare, con la speranza di dimenticare Catherine. 
Durante quel periodo si fidanzò con Galbraith Lowry Cole, il secondo figlio del conte di Enniskillen. In seguito suo padre ruppe il fidanzamento con Cole.

## Matrimonio
Il 10 aprile 1806 Catherine e Arthur si sposarono. La cerimonia venne celebrata dal fratello di Arthur, Gerald, e dopo una breve luna di miele, Wellesley tornò in Inghilterra. Kitty lo seguì e andarono a vivere in Harley Street. 
La coppia ebbe due figli:
- Arthur Wellesley, II duca di Wellington (3 febbraio 1807-13 agosto 1884);
- Lord Charles (16 gennaio 1808-9 ottobre 1858).

La coppia non andava molto d'accordo. Arthur era un uomo d'azione, nonché frugale e riservato con uno spirito tagliente, mentre Catherine mancava di esperienza mondana ed era gelosa. Dopo la nascita dei figli vissero separati e in camere separate. Durante la sua assenza nella guerra peninsulare, Catherine invecchiò rapidamente, diventando sordastra e miope, costringendola a strizzare gli occhi quando si parlava.

## Duchessa di Wellington
Il 3 maggio 1814 suo marito venne creato duca di Wellington e visse a Parigi quando suo marito venne nominato Ambasciatore in Francia dopo l'esilio di Napoleone Bonaparte sull'Isola d'Elba. Lady Elizabeth Yorke commentò che "il suo aspetto, purtroppo, non corrispondeva con l'idea di ambasciatrice o la moglie di un eroe, ma lei riuscì straordinariamente bene nella sua parte."

## Morte
Si ammalò gravemente nel 1831. Morì il 24 aprile 1831.